# Lala Lajpat Rai

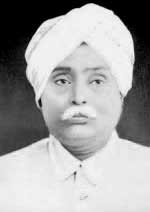
Lala Lajpat Rai

Lala Lajpat Rai (* 28. Januar 1865 in Dhudi Ke, Punjab, Indien; † 17. November 1928) war ein indischer Politiker, der sich am Kampf für die indische Unabhängigkeit beteiligte und als Sher-e-Punjab bzw. Punjab Kesari (dt. Löwe des Punjab) bekannt wurde.

## Kindheit und Jugend
Lajpat Rai wurde als ältester Sohn von Munshi Radha Kishan Azad und Gulab Devi in einer Banias-(Händler-)Familie geboren. Sein Vater konvertierte vom Hinduismus zum Islam, fastete und betete wie ein Moslem, um später zum Hinduismus zurückzukonvertieren, was von bleibendem Einfluss auf Lajpat Rais Haltung bezüglich anderer Religionen als dem Hinduismus war. Seine Mutter war eine sehr religiöse Frau aus einer Sikh-Familie, die ihren Kindern ihre religiösen Überzeugungen vermittelte.
Ab 1880 studierte Lajpat Rai am Government College in Lahore Jura. Nachdem er sein erstes Examen (Mukhtiarship) bestanden hatte, wechselte er nach Jagraon, wo er seine „Referendarzeit“ durchlief. Zurück am Government College bestand er 1885 sein zweites Examen (Vakilship), bevor er nach Hissor umzog, wo er zusammen mit Studienkollegen erfolgreich als Rechtsanwalt praktizierte und zeitweilig dort Funktionen im Stadtrat übernahm. 1892 kehrte er dennoch wieder nach Lahore zurück.

## Politische Karriere
Er war einer der drei prominentesten hinduistischen Nationalisten des Indischen Nationalkongresses, die für die indische Unabhängigkeitsbewegung kämpften und ihr Leben in der ersten Hälfte des 20. Jahrhunderts diesem Ziel widmeten. Die beiden anderen waren Bal Gangadhar Tilak aus Maharashtra und Bipin Chandra Pal aus Bengalen. Zusammen wurde das Trio als Lal-Bal-Pal bekannt und bildete mit Aurobindo Ghose die „extremistische“ Hindu-Fraktion der Kongresspartei im Unterschied zur gemäßigten Fraktion, die anfangs durch Gopal Krishna Gokhale und später durch Mahatma Gandhi repräsentiert wurde. Lajpat Rai war außerdem Mitglied der hinduistischen Maha Sabha, einem Vorläufer der heutigen hinduistischen Nationalistenpartei, Bharatiya Janata Party.
Im August und September 1905 reiste Lajpat Rai zusammen mit Gopal Krishna Gokhale nach England, um an einem Kongress teilzunehmen und die britische Öffentlichkeit über die indische Situation zu informieren. Sie erhielten durch die demokratische und sozialistische Parteien, wie die Labour Party breite Unterstützung.
Die Teilung Bengalens durch Vizekönig Lord Curzon 1905, weckte ihren Nationalismus und brachte sie dazu, sich am Freiheitskampf zu beteiligen. Die repressiven Maßnahmen der britischen Regierung gegen die wachsende Nationalbewegung inspirierte sie dazu, größeren nationalen Stolz und Selbstachtung in der Bevölkerung zu verankern. Das Trio verlangte einen Grad an Selbstregierung, wie sie zu jener Zeit als radikal betrachtet wurde. Sie waren die ersten indischen Politiker, die vollständige politische Unabhängigkeit forderten. Auf dem Parteitag der Kongresspartei im Dezember 1905 in Benares riefen sie zu einer Boykott-Aktion gegen britische Kleidung auf. Die von ihm im Punjab gegründete mächtige Bewegung zeigte Wirkung.
Als Lajpat Rai erfuhr, das fünf prominente indische Rechtsanwälte in Rawalpindi vom stellvertretenden Commissioner ihre Kündigung erhalten hatten, wollte er dagegen durch eine öffentliche Rede protestieren. Der Magistrat verbot jedoch jede Versammlung und erklärte Lajpat Rais Rede kurzerhand für umstürzlerisch. Daraufhin kehrte er nach Lahore zurück, um den Chief Court zu einer Bürgschaft für die Rechtsanwälte zu bewegen. Doch die Kolonialregierung wurde informiert, dass er für den Aufruhr in Rawalpindi verantwortlich sei und ließ ihn am 3. Mai 1907 verhaften. Er wurde nach Birma deportiert und musste sechs Monate Haft in Fort Mandalay verbüßen. Danach ging er für ein Jahr nach England, wo er Studenten unterrichtete und zur indischen Situation agitierte.
Um Unterstützung für die indische Sache auch im Ausland zu gewinnen, reiste er im April 1914 erneut nach England. Als kurz danach der Erste Weltkrieg ausbrach, konnte er nicht mehr nach Indien zurückkehren. So bemühte er sich um eine Einreise in die USA, wo er die Indian Home League Society of America gründete, zahllose Vorträge hielt und Artikel sowie ein Buch mit dem Titel „Young India“ schrieb, zu dem Colonel Josiah Clement Wedgwood, 1. Baron Wedgwood als Mitglied des britischen Unterhauses ein Vorwort verfasste, das in Großbritannien und Indien noch vor dem Erscheinen verboten wurde. Lajpat Rai konnte erst nach dem Krieg nach Indien zurückkehren, nicht ohne auch Japan besucht zu haben.
Lajpat Rai führte die Punjab-Proteste gegen das Amritsar-Massaker von 1919 an und beteiligte sich an Gandhis Kampagne der Nichtkooperation von 1919 bis 1922, die auf dem Konvent der Kongresspartei 1920 in Kalkutta vorgeschlagen wurde, obwohl er skeptisch war, ob sie sich in Hinblick auf Bildungseinrichtungen, Gerichte, Arbeit und ausländische Waren durchhalten ließe. Die Kongresspartei gründete einen Fonds, mit dem die Kampagne finanziert werden sollte. Binnen zwei Wochen hatte er über 900.000 Rupien für diesen Fonds gesammelt. Im gleichen Jahr saß Lajpat Rai der ersten Tagung des All India Trade Union Congress vor. 1921 wurde er erneut festgenommen und zu eineinhalb Jahren Haft wegen seiner Aktivitäten für die Nichtkooperationskampagne verurteilt. Doch die Kampagne zeigte allmählich Wirkung, weil die Kolonialbürokratie langsam zum Stillstand kam. Der „halbnackte Fakir“ (Zitat: Winston Churchill) Gandhi wurde vom Generalgouverneur zu Gesprächen am Runden Tisch nach London eingeladen. Lajpat Rai widersprach jedoch der von Mahatma Gandhi vorgenommenen Aussetzung der Kampagne aufgrund des Zwischenfalls in Chauri Chaura und spaltete 1921 zusammen mit Chittaranjan Das und Motilal Nehru die ausschließlich hinduistische Swarajya oder Congress Independence Party ab.
1926 ging er als Repräsentant der indischen Arbeiter nach Genf, um an der achten Internationale Arbeitskonferenz teilzunehmen. Er hatte Gelegenheit, die Arbeiterbewegung in den USA und England zu studieren, als er aus politischen Gründen seinen Aufenthalt verlängern musste.
Er war nicht nur ein guter Redner, sondern auch ein fruchtbarer und gewandter Autor. Seine Zeitung Arya Gazette konzentrierte sich vornehmlich auf Themen die mit dem Arya Samaj zusammenhängen. Die Bengali-Zeitung Bande Mataram und die englischsprachige People enthielten seine mitreißenden Reden, die ein Ende der Unterdrückung durch ausländische Herrschaft forderten. Er gründete die Servants of the People Society, die sowohl für die Unabhängigkeitsbewegung, wie für soziale Reformen im Land eintrat. Er schrieb eine Autobiographie mit dem englischen Titel: The Story of My Life.

## Aray Samaj und die Kampagne für Hindi
Mit vierzehn kam er in Kontakt zu dem dynamischen Hindu-Reformer Dayananda Saraswati, den Gründer des Arya Samaj. Zusammen mit Leuten, wie Mahatma Hans Raj und Lala Sain Das war er maßgeblich an der Gründung eines starken Arya Samaj in der städtischen Hindu-Bevölkerung des Punjab beteiligt. Dies wurde durch die Gründung eines Netzwerks von Schulen und Colleges (den Dayanand Anglo-Vedischen (DAV)-Erziehungsinstituten) ergänzt, die den Erwartungen der städtischen hinduistischen Händlerklasse (Khatris, Aroras und Banias usw.) nach einer englischen Erziehung durchdrungen von Hindu-Denken gerecht wurde. Diese Bekenntnisinstitutionen dienten auch der Weiterverbreitung der reformerischen Botschaft des Arya Samaj.
Als Lajpat Rai nach Lahore zurückkam, drohte gerade die Spaltung des Arya Samaj in zwei Gruppen, die College und die Gurukul Party. Während die College Party den Unterricht auf Englisch und Sanskrit fortsetzen wollte, beabsichtigte die Gurukul Party, Englisch vollständig aus dem Lehrplan zu verbannen. Lajpat Rai trat für die College Party ein und schaffte es, die Einheit der Arya Samaj zu bewahren. Er gründete in Jalandhar eine High School für Englisch und Sanskrit, mischte bei der Gründung des ersten hinduistischen Waisenhauses in Ferozepur mit und lehnte staatliche Hilfe für die DAV Einrichtungen ab. Bei den Hungersnöten 1897 und 1899 unternahm er große Anstrengungen, um die Hungernden und die Waisenkinder zu versorgen, weil er auf dem Standpunkt stand, dass „eine Nation, die nicht ihre eigenen Waisenkinder schützt, auch keinen Respekt von anderen Nationen erwarten kann“.
Lajpat Rai stand im scharfen Gegensatz zur offiziellen Bildungspolitik, die aufgrund der Empfehlungen der University Education Commission ausschließlich staatliche Bildungseinrichtungen und die Schließung privater Institute forderte. Er vertrat die Ansicht, dass ohne private Initiative erstrangige Bildungsinstitutionen, wie das Metropolitan College in Kalkutta, das Fergusson College in Poona und das D.A.V. College überhaupt nicht erst gegründet worden wären. Die staatliche Politik folge der Logik, dass die Bevölkerung nichts zur Bildung unternehmen dürfe, außer dem Staat Geld zu geben, um darauf zu warten, bis er sich irgendwann einmal bequemt, die notwendigen Bildungseinrichtungen zu schaffen, was für die jeweilige Generation fatale Folgen haben könne.
Zu dieser Zeit, im ausgehenden 19. Jahrhundert, in der heftiger Wettbewerb in den benachbarten Nordwestlichen Provinzen (NWP, später umbenannt in United Provinces of Agra and Awadh [UP], heute der Bundesstaat Uttar Pradesh) zwischen den aufständischen Hindi und Urdu sprechenden Bevölkerungsteilen über die Vorherrschaft als zweite offizielle Sprache nach Englisch ausbrach, schwappte die Debatte in das Punjab über, wobei Lajpat Rai und der Arya Samaj eine bedeutende Rolle einnahmen. Vor dem Aufbruch des Arya Samaj im Punjab erfreuten sich die städtischen Hindu-Gemeinschaften der Khatri und Arora sehr herzlicher Beziehungen zu den Sikh-Gemeinschaften. Die unmäßigen Angriffe von Dayananda Saraswati auf Sikh-Gurus und Lajpat Rais Kampagne für Hindi verursachten eine Spaltung zwischen den Gemeinschaften, die bis heute fortbesteht.

## Proteste gegen die Simon-Kommission
Angewidert von der britischen Arroganz, wegen der die Simon-Kommission ausschließlich aus Briten bestand, lehnte er jede Art von Zusammenarbeit mit ihr ab. Zunächst hielt er am 16. Februar 1928 eine mitreißende Rede, die zur Annahme einer Resolution gegen die Simon-Kommission in der Central Legislative Assembly führte. Überzeugt davon, durch eigenes Vorbild zu führen, führte er gemeinsam mit Madan Mohan Malaviya am 30. Oktober 1928 eine Demonstration gegen die Simon-Kommission an, für deren Friedfertigkeit er sorgen wollte, was sich jedoch als fatal für ihn erwies. Er wurde von einem Lathi, einem eisenbeschlagenen Knüppel eines britischen Offiziers der indischen Polizei auf Kopf und Brust getroffen und schwer verletzt. Am gleichen Abend wurde ein Treffen abgehalten, bei dem er voller Vitalität sagte: „Jeder Schlag, der mich trifft, ist ein Nagel in den Sarg des britischen Imperialismus.“ Obwohl er sich vom Fieber und den Schmerzen innerhalb von drei Tagen erholte, erfuhr seine Gesundheit dennoch einen dauerhaften Rückschlag. Er erregte sich sehr über die Brutalität der „zivilisierten“ Briten, die einen friedfertigen Protest zusammengeknüppelt hatten. Am 17. November 1928 erlag er seinen schweren Verletzungen.

## Inspiration und Erinnerung
Lajpat Rai war einer der bedeutendsten Nationalisten des Punjab, wo die Erinnerung an ihn bis heute von Hindu-Nationalisten ehrfürchtig wachgehalten wird. Er war Mentor der Nationalisten vom Schlage Bhagat Singh und Chandrashekhar Azad.
Lajpat Nagar und der Lajpat Nagar Zentralmarkt in Neu-Delhi, die Lala Lajpat Rai Hall of Residence im Indian Institute of Technology in Kharagpur und das Lala Lajpat Rai Institute of Engineering and Technology in Moga sind ihm zu Ehren benannt.

## Werke
- Young India
- England’s Debt to India
- The Political Future of India
- Unhappy India
- The Story of My Life – Autobiographie